# Centrobasket Femenino 2008
El XVI Centrobasket Femenino de 2008 se llevó a cabo en Morovis, Puerto Rico del 17 al 21 de julio de 2008 en el Coliseo Pepe Huyke. Los tres primeros lugares de este torneo calificaron al Campeonato FIBA Américas Femenino de 2009.
Cuba ganó el torneo al derrotar a Puerto Rico 85-67 en la final, mientras que República Dominicana obtuvo el tercer lugar al derrotar a México 81-73.

## Equipos participantes
- Barbados
- Costa Rica
- Cuba
- República Dominicana
- Guatemala
- México
- Puerto Rico
- Trinidad y Tobago

## Ronda Preliminar

### Grupo A
|   | Equipo      | Pts | PG | PP | PF  | PC  | Dif |
| - | ----------- | --- | -- | -- | --- | --- | --- |
| 1 | Puerto Rico | 6   | 3  | 0  | 233 | 152 | 81  |
| 2 | México      | 5   | 2  | 1  | 232 | 211 | 21  |
| 3 | Barbados    | 4   | 1  | 2  | 197 | 212 | −15 |
| 4 | Costa Rica  | 3   | 0  | 3  | 167 | 254 | −87 |

| 17 de julio, 18:30                    | México                                | 93-57                                 | Costa Rica                  |  |
| Reporte                               |                                       |                                       |                             |  |
| Parciales: 18-14, 23-12, 26-19, 26-12 | Parciales: 18-14, 23-12, 26-19, 26-12 | Parciales: 18-14, 23-12, 26-19, 26-12 | Coliseo Pepe Huyke, Morovis |  |

| 17 de julio, 21:00                  | Puerto Rico                         | 68-47                               | Barbados                    |  |
| Reporte                             |                                     |                                     |                             |  |
| Parciales: 20-10, 9-7, 19-15, 20-15 | Parciales: 20-10, 9-7, 19-15, 20-15 | Parciales: 20-10, 9-7, 19-15, 20-15 | Coliseo Pepe Huyke, Morovis |  |

| 18 de julio, 18:30                    | Barbados                              | 70-84                                 | México                      |  |
| Reporte                               |                                       |                                       |                             |  |
| Parciales: 16-22, 18-23, 19-23, 17-16 | Parciales: 16-22, 18-23, 19-23, 17-16 | Parciales: 16-22, 18-23, 19-23, 17-16 | Coliseo Pepe Huyke, Morovis |  |

| 18 de julio, 20:30                    | Costa Rica                            | 50-81                                 | Puerto Rico                 |  |
| Reporte                               |                                       |                                       |                             |  |
| Parciales: 12-27, 13-24, 13-15, 12-15 | Parciales: 12-27, 13-24, 13-15, 12-15 | Parciales: 12-27, 13-24, 13-15, 12-15 | Coliseo Pepe Huyke, Morovis |  |

| 19 de julio, 18:30 | Costa Rica                  | 60-80 | Barbados |  |
| Reporte            | Coliseo Pepe Huyke, Morovis |       |          |  |

| 19 de julio, 20:30                    | Puerto Rico                           | 84-55                                 | México                      |  |
| Reporte                               |                                       |                                       |                             |  |
| Parciales: 18-12, 21-11, 12-15, 33-17 | Parciales: 18-12, 21-11, 12-15, 33-17 | Parciales: 18-12, 21-11, 12-15, 33-17 | Coliseo Pepe Huyke, Morovis |  |

### Grupo B
|   | Equipo               | Pts | PG | PP | PF  | PC  | Dif  |
| - | -------------------- | --- | -- | -- | --- | --- | ---- |
| 1 | Cuba                 | 6   | 3  | 0  | 300 | 119 | 181  |
| 2 | República Dominicana | 5   | 2  | 1  | 207 | 221 | −14  |
| 3 | Trinidad y Tobago    | 4   | 1  | 2  | 165 | 231 | −66  |
| 4 | Guatemala            | 3   | 0  | 3  | 143 | 244 | −101 |

| 17 de julio, 14:30                   | República Dominicana                 | 72-54                                | Trinidad y Tobago           |  |
| Reporte                              |                                      |                                      |                             |  |
| Parciales: 29-10, 8-17, 17-17, 18-10 | Parciales: 29-10, 8-17, 17-17, 18-10 | Parciales: 29-10, 8-17, 17-17, 18-10 | Coliseo Pepe Huyke, Morovis |  |

| 17 de julio, 16:30                 | Cuba                               | 92-25                              | Guatemala                   |  |
| Reporte                            |                                    |                                    |                             |  |
| Parciales: 27-3, 19-7, 33-4, 13-11 | Parciales: 27-3, 19-7, 33-4, 13-11 | Parciales: 27-3, 19-7, 33-4, 13-11 | Coliseo Pepe Huyke, Morovis |  |

| 18 de julio, 14:30                    | Guatemala                             | 58-80                                 | República Dominicana        |  |
| Reporte                               |                                       |                                       |                             |  |
| Parciales: 11-17, 15-18, 14-23, 18-22 | Parciales: 11-17, 15-18, 14-23, 18-22 | Parciales: 11-17, 15-18, 14-23, 18-22 | Coliseo Pepe Huyke, Morovis |  |

| 18 de julio, 16:30                  | Trinidad y Tobago                   | 39-99                               | Cuba                        |  |
| Reporte                             |                                     |                                     |                             |  |
| Parciales: 17-26, 6-19, 2-29, 14-25 | Parciales: 17-26, 6-19, 2-29, 14-25 | Parciales: 17-26, 6-19, 2-29, 14-25 | Coliseo Pepe Huyke, Morovis |  |

| 19 de julio, 16:30 | Trinidad y Tobago           | 72-60 | Guatemala |  |
| Reporte            | Coliseo Pepe Huyke, Morovis |       |           |  |

| 18 de julio, 14:30 | República Dominicana        | 55-109 | Cuba |  |
| Reporte            | Coliseo Pepe Huyke, Morovis |        |      |  |

## Ronda de Clasificación
| 20 de julio, 14:30                    | Barbados                              | 60-64                                 | Trinidad y Tobago           |  |
| Reporte                               |                                       |                                       |                             |  |
| Parciales: 10-13, 12-22, 18-10, 20-19 | Parciales: 10-13, 12-22, 18-10, 20-19 | Parciales: 10-13, 12-22, 18-10, 20-19 | Colisea Pepe Huyke, Morovis |  |

| 20 de julio, 16:30                    | Guatemala                             | 76-55                                 | Costa Rica                  |  |
| Reporte                               |                                       |                                       |                             |  |
| Parciales: 17-12, 15-14, 20-16, 24-13 | Parciales: 17-12, 15-14, 20-16, 24-13 | Parciales: 17-12, 15-14, 20-16, 24-13 | Colisea Pepe Huyke, Morovis |  |

### Séptimo lugar
| 21 de julio, 14:30                    | Barbados                              | 74-64                                 | Costa Rica                  |  |
| Reporte                               |                                       |                                       |                             |  |
| Parciales: 19-19, 17-13, 12-19, 26-13 | Parciales: 19-19, 17-13, 12-19, 26-13 | Parciales: 19-19, 17-13, 12-19, 26-13 | Colisea Pepe Huyke, Morovis |  |

### Quinto lugar
| 21 de julio, 16:30                    | Trinidad y Tobago                     | 72-61                                 | Guatemala                   |  |
| Reporte                               |                                       |                                       |                             |  |
| Parciales: 22-17, 15-15, 17-17, 18-12 | Parciales: 22-17, 15-15, 17-17, 18-12 | Parciales: 22-17, 15-15, 17-17, 18-12 | Colisea Pepe Huyke, Morovis |  |

## Ronda Final
| 20 de julio, 18:30                   | Cuba                                 | 96-45                                | México                      |  |
| Reporte                              |                                      |                                      |                             |  |
| Parciales: 22-15, 19-5, 32-11, 23-14 | Parciales: 22-15, 19-5, 32-11, 23-14 | Parciales: 22-15, 19-5, 32-11, 23-14 | Coliseo Pepe Huyke, Morovis |  |

| 20 de julio, 20:30                    | Puerto Rico                           | 79-69                                 | República Dominicana        |  |
| Reporte                               |                                       |                                       |                             |  |
| Parciales: 16-19, 21-20, 21-13, 21-17 | Parciales: 16-19, 21-20, 21-13, 21-17 | Parciales: 16-19, 21-20, 21-13, 21-17 | Coliseo Pepe Huyke, Morovis |  |

### Tercer lugar
| 21 de julio, 18:30                    | México                                | 73-81                                 | República Dominicana        |  |
| Reporte                               |                                       |                                       |                             |  |
| Parciales: 21-24, 24-18, 18-18, 10-21 | Parciales: 21-24, 24-18, 18-18, 10-21 | Parciales: 21-24, 24-18, 18-18, 10-21 | Coliseo Pepe Huyke, Morovis |  |

### Final
| 21 de julio, 21:00                    | Puerto Rico                           | 67-85                                 | Cuba                        |  |
| Reporte                               |                                       |                                       |                             |  |
| Parciales: 21-23, 11-20, 25-17, 10-25 | Parciales: 21-23, 11-20, 25-17, 10-25 | Parciales: 21-23, 11-20, 25-17, 10-25 | Coliseo Pepe Huyke, Morovis |  |

## Clasificación Final
|                   | Equipo               | Pts | PG | PP | PF  | PC  | Dif  |
| ----------------- | -------------------- | --- | -- | -- | --- | --- | ---- |
| Medalla de oro    | Cuba                 | 10  | 5  | 0  | 481 | 231 | 250  |
| Medalla de plata  | Puerto Rico          | 9   | 4  | 1  | 379 | 306 | 73   |
| Medalla de bronce | República Dominicana | 8   | 3  | 2  | 357 | 373 | −16  |
| 4                 | México               | 7   | 2  | 3  | 350 | 388 | −38  |
| 5                 | Trinidad y Tobago    | 8   | 3  | 2  | 301 | 352 | −51  |
| 6                 | Guatemala            | 6   | 1  | 4  | 280 | 371 | −91  |
| 7                 | Barbados             | 7   | 2  | 3  | 331 | 340 | −9   |
| 8                 | Costa Rica           | 5   | 0  | 5  | 286 | 404 | −118 |